# Hoheleye
Hoheleye ist ein Stadtteil von Winterberg im nordrhein-westfälischen Hochsauerlandkreis in Deutschland.
Mit rund zwanzig Einwohnern ist Hoheleye das kleinste „Höhendorf“ der Stadt.

## Geographische Lage
Hoheleye liegt auf dem Hauptkamm des Rothaargebirges, über den die Rhein-Weser-Wasserscheide verläuft, etwas ostnordöstlich des Albrechtsbergs. Es befindet sich etwa 8,5 Kilometer (Luftlinie) südwestlich der Winterberger Innenstadt zwischen den Oberläufen von Lenne (Nordwesten) und Odeborn (Südosten) auf etwa 657,4 bis 712,5 m ü. NN.
Etwas nordwestlich von Hoheleye liegt der Hoheleyer Hof (725 m ü. NN) und etwas südlich vom Ort steht auf dem Großen Saukopf (691,3 m ü. NN) das Clubhotel Hochsauerland, ein ehemaliges Sanatorium und Altersheim. Westlich des Dorfs liegt die Quelle eines Rinnsals, das südsüdwestwärts in den kleinen Hesselbach fließt, der südostwärts zur Odeborn entwässert. Benachbartes „Höhendorf“ ist das nordöstlich nahe dem Kahlen Asten liegende Langewiese.
Entlang des nordwestlichen Dorfrands führt, vom Wanderparkplatz Albrechtsplatz nahe dem Albrechtsberg kommend, in Richtung Winterberg ein gemeinsamer Abschnitt der Bundesstraßen 236 und 480, der abschnittsweise Teil der Ferienstraße Hochsauerland-Höhenstraße ist.

## Geschichte
Hoheleye entstand zu Beginn des 18. Jahrhunderts in siedlungsfeindlicher Gegend zwischen dem Albrechtsberg und dem Kahlen Asten. Keimzelle dieses kleinsten der Höhendörfer scheint eine um 1713 entstandene Hofstätte zu sein, die im 20. Jahrhundert unter dem Namen „Burgers Hof“ bekannt ist. Erst 1764 kam eine weitere Hofstätte mit Namen „Graberhof“ hinzu (1992 eine Gastwirtschaft). 
Im 19. Jahrhundert wurde eine Zoll- und Poststation errichtet. Im Jahr 1850 wurde hieraus ein Gasthaus. Im Zuge des Sauerland/Paderborn-Gesetzes wurden das Amt Berleburg am 1. Januar 1975 aufgelöst und der Ort Hoheleye, der damals dem Kreis Wittgenstein angehörte, in die Stadt Winterberg umgegliedert. Aus historischer und kultureller Sicht wird somit Hoheleye zum Randgebiet des Wittgensteiner Landes gezählt. Es ist einer der wenigen evangelisch geprägten Orte im Hochsauerlandkreis.